# Friedrich Wilhelm Bessel
Friedrich Wilhelm Bessel (ur. 22 lipca 1784 w Minden, zm. 17 marca 1846 w Królewcu) – niemiecki astronom, geodeta i matematyk. Dokonał pomiarów położenia około 50 tysięcy gwiazd; pozwoliło to po raz pierwszy dokładnie wyznaczyć odległości międzygwiezdne. Od roku 1810 do 1846 profesor Uniwersytetu Albrechta w Królewcu. Założył tam obserwatorium astronomiczne, którym kierował. Od roku 1825 członek Royal Society.

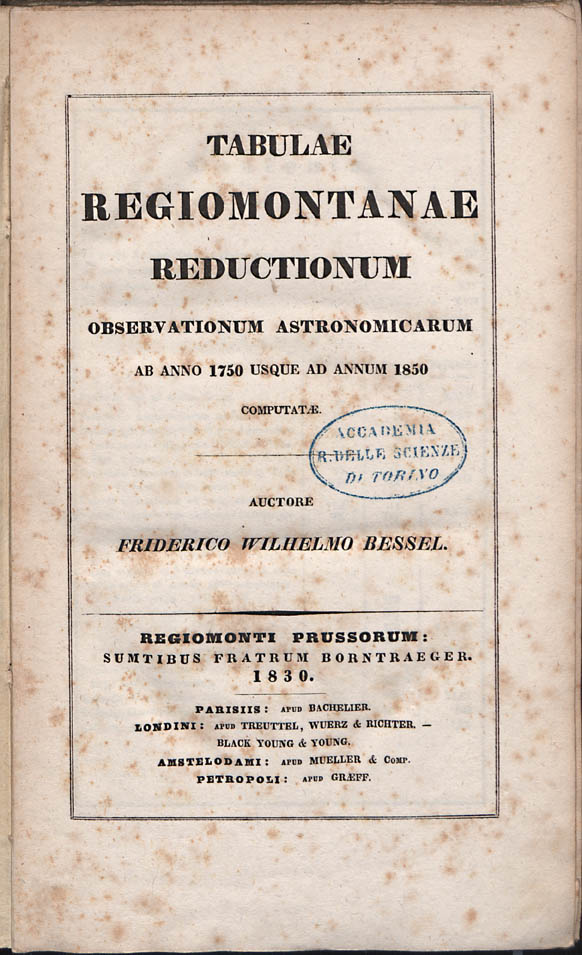
Tabulae Regiomontanae reductionum observationum astronomicarum ab anno 1750 usque ad annum 1850 computatae, 1830

## Życiorys
W 1804 napisał artykuł na temat komety Halleya, w którym matematycznie wyznaczył jej orbitę (na podstawie obserwacji przeprowadzonych w 1607 roku). Pracę tę przesłał astronomowi H.W. Olbersowi, który wysoko ją ocenił i doprowadził do jej opublikowania w piśmie „Monatliche Correspondenz” w październiku 1804. W 1826 udoskonalił wahadło sekundowe, którego długość wyznaczył tak, aby okres ruchu trwał dokładnie 1 s. 
W latach 1831–1832 kierował pomiarami geodezyjnymi łuku południka w Prusach Wschodnich, a w 1841 wyznaczył wartość mimośrodu elipsoidalnego kształtu Ziemi, jako równą 1/299. Liczba ta określa odchylenie kształtu Ziemi od kształtu doskonale kulistego. 
Pierwszy wykorzystał heliometr – przyrząd do pomiaru pozornej średnicy Słońca – do pomiaru paralaksy gwiazd. Ustalił dokładne pozycje tysięcy poszczególnych gwiazd, co umożliwiło mu obserwację niezmiernie małych, lecz znaczących ruchów tych obiektów względem siebie. Udowodnił, że 61 Cygni, po wprowadzeniu odpowiedniej korekty, wykonuje w ciągu roku pozorny ruch po elipsie. Podobne obserwacje wykonali równocześnie i niezależnie Thomas James Henderson i Friedrich Georg Wilhelm Struve. Ten okresowy ruch, zw. paralaksą, można interpretować jako wynik ruchu Ziemi wokół Słońca. 
Astronom wykazał, że 2 jasne gwiazdy – Syriusz i Procjon – wykonują minimalne ruchy. Zjawisko to można wytłumaczyć, zakładając, iż w sąsiedztwie znajdują się niewidoczne obiekty zakłócające ich ruch. Istnienie takich ciał niebieskich, nazwanych obecnie Syriuszem B i Procjonem B, zostało potwierdzone już po jego śmierci. Również odkrycie planety Neptun można w dużym stopniu przypisać astronomowi. W artykule z 1840 zwrócił on bowiem uwagę na obserwowane przez siebie niewielkie nieregularności orbity Urana, które przypisał wpływowi nieznanej planety położonej jeszcze dalej. 
Bessel był uczonym, którego praca stworzyła podstawy do oceny skali Wszechświata, wielkości gwiazd, galaktyk i ich gromad. Ponadto wprowadził udoskonalenia techniczne do dokładnego określenia pozycji i pomiarów ciał niebieskich w astronomii, do mechaniki nieba, badania ruchów ciał niebieskich, a także do badania rozmiaru i kształtu Ziemi. Poszerzył zasób pojęć matematycznych o funkcje – obecnie znane jako funkcje Bessela – które po raz pierwszy były zastosowane w 1817, do wyznaczania ruchów trzech ciał będących pod wpływem wzajemnej grawitacji. Sformułował i rozwiązał równanie różniczkowe opisujące drgania membrany kołowej, zwane równaniem Bessela. Rozwiązaniami tego równania są funkcje Bessela.
Opracował teorię błędów pomiarowych, w tym równanie charakteryzujące błąd systematyczny właściwy danemu obserwatorowi.
Pochowany na cmentarzu Neurossgarten w Królewcu. Jego uczniem był matematyk Friedrich Julius Richelot.

## Wyróżnienia i upamiętnienie
Dwukrotnie otrzymał Złoty Medal Królewskiego Towarzystwa Astronomicznego – w 1829 i 1841 roku. W 1842 odznaczony cywilnym Pour le Mérite za Naukę i Sztukę
W uznaniu jego zasług nazwano planetoidę (1552) Bessel oraz krater uderzeniowy Bessel na Księżycu, a także rok Bessela.
Na jego cześć nazwano gatunek Xyletinus besseli Alekseev & Bukejs, 2019. Jest to kopalny (eoceński) chrząszcz z rodziny Ptinidae, którego okaz typowy znaleziono na Sambii.